# Jugurtha
Jugurtha (160 př. n. l.? – 104 př. n. l.) byl králem Numidie a velkým nepřítelem Říma, se kterým vedl vleklou válku.

## Převzetí moci
V roce 118 př. n. l. zemřel král Micipsa ze sveroafrického království Numidie, které po třetí punské válce anektovalo část bývalého kartaginského území a stalo se klientským státem Říma. Micipsa byl schopný vojevůdce a přímý potomek Massinissy, který stál nejprve na straně Kartága a potom proti němu pod Scipionem bojoval. Jeho říši zdědili jeho synové Adherbal a Hiempsal, stejně jako jeho synovec a adoptivní syn Jugurtha. Toto jméno mělo brzy figurovat v největším úplatkářském skandálu římských dějin. Jugurtha, který se jako mladý válečník podílel na dobytí města Numantie v Hispánii a navázal zde kontakty s mnoha vlivnými Římany, nebyl spokojen s tím, že numidské království má být rozděleno mezi něj a jeho adoptivní bratry, jimž země vlastně patřila. Při vyjednávání o rozdělení Numidie nechal zavraždit Hiempsala. Adherbal, kterému se podařilo před Jugurthou uprchnout, si nadále činil nárok na svůj díl království. V roce 116 př. n. l. souhlasil Řím s rozdělením Numidie mezi Jugurthu a Adherbala, ačkoliv Jugurtha se domohl vlády násilím. Přestože byl Řím v podstatě protektorem Numidie a měl tedy chránit zájmy legitimního dědice, rozhodl v jeho neprospěch, protože Jugurtha si velkou část římské nobility a některé vlivné členy senátu získal úplatky a dary. Když stále důvěřivý Adherbal poslal do Říma vyslance s prosbou o pomoc proti zásahům svého adoptivního bratra, byli nuceni odcestovat s nepořízenou, protože uplacení senátoři blokovali každé pro Jugurthu nepříznivé rozhodnutí.

## Válka s Římem
I přes tento úspěch byl Jugurtha nespokojen s tím, čeho dosáhl. Poté, co opakovaně vysílal své jednotky k útokům na Adherbalovo území, napadl ho nakonec již zcela otevřeně a v roce 112 př. n. l. dobyl hlavní město Cirtu. Adherbala společně s veškerým mužským obyvatelstvem města nechal popravit. Tomuto masakru padli za oběť také někteří italští obchodníci, čímž byl konečně senát donucen k zákroku. Vojenské operace, známé také jako válka s Jugurthou, byly však vedeny jen vlažně, neboť Jugurtha si stále ještě část římské nobility dokázal naklonit úplatky. V roce 111 př. n. l. dorazil do Numidie konzul Lucius Calpurnius Bestia, aby konečně nastolil právo a pořádek, avšak brzy po svém přijezdu překvapivě uzavřel s Jugurthou pro krále velmi výhodný mír. Když se tato zpráva dostala do senátu, tribun lidu Gaius Memmius pozval Jugurthu do Říma, kde zároveň vedl soudní proces proti některým senátorům  obviněným z podplácení a Jugurtha v něm měl vystupovat jako svědek. Jugurtha však podplatil Memmiova kolegu v úřadu Gaia Baebia, a ten svým vetem celé vyšetřování zmařil. Válka pak pokračovala dále.
Na začátku roku 109 př. n. l. utrpěli Římané v Numidii těžkou porážku. Situace se pro Řím stala neudržitelnou a tribun Gaius Mamilius Limitanus prosadil s pomocí equitů zvláštní soudní řízení proti těm senátorům, kteří dosud postupovali ve válce tak liknavě. V letech 109 př. n. l. a 108 př. n. l. pak vedl proti Jugurthovi úspěšnou drobnou válku Quintus Caecilius Metellus Numidicus, dokud nemusel vyklidit pole ve prospěch nově vycházející vojenské a politické osobnosti Říma Gaiu Mariovi.

## Příchod Gaia Maria a Jugurthova porážka

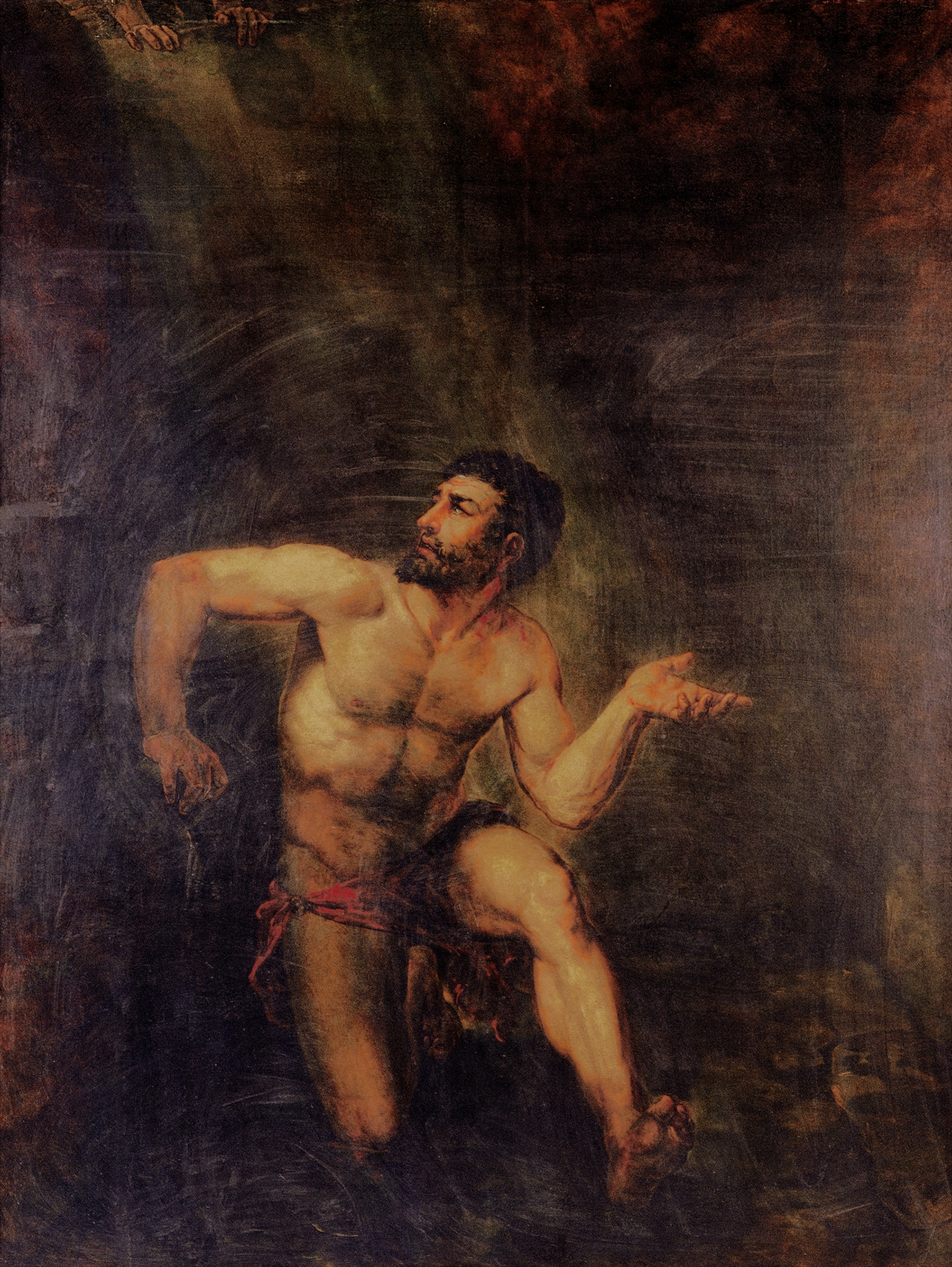
Jugurtha v římském vězení (obraz Augusto Müllera)

Marius byl prostý muž z lidu, který si při svých válečných taženích dopomohl ke značnému bohatství. Poprvé vynikl při dobytí Numantie v roce 133 př. n. l., při kterém byl Římanům nápomocný rovněž Jugurtha. Byl znamenitým vojákem a brzy si vysloužil skvělou pověst i jako velitel. V roce 107 př. n. l. byl proti vůli nobility a s podporou equitů zvolen konzulem a pověřen likvidací Jugurthovy rebelie. Marius se ihned energicky začal věnovat reformě armády. Zvýšil efektivitu vojska taktickými změnami a omezil na minimum vojenský trén. Vojáci si od jeho doby museli sami nést proviant a pochodovat v poušti s až 40 kilogramů těžkými zavazadly. To jim vyneslo přezdívku „Mariovi mezci“ (latinsky muli mariani). Ze zvýšené pochodové rychlosti a mobilnosti vojska později profitoval při svých taženích především Mariův synovec Caesar. Kromě toho začal Marius jako první přijímat do vojska jako dobrovolníky nemajetné Římany. Tyto zásadní změny, známé také jako reformy Gaia Maria, byly jím pak završeny a dokončeny o několik let později během vpádu Teutonů a Kimbrů.
Po těchto přípravách byl Marius konečně hotov udeřit proti Jurgurthovi. Dokázal ho několikrát porazit (např. v druhé bitvě u Cirty v roce 106 př. n. l., kde Marius zahnal na útěk spojené vojsko Jugurthy a krále Bokcha z Mauretánie) a dostal tak Jugurthu do tísně. Slávu za definitivní vítězství nad Jugurthou získal ovšem Mariův podřízený velitel, legát Lucius Cornelius Sulla, který obratným vyjednáváním přesvědčil ke zradě několik Jugurthových velitelů, a ti mu brzy na to Jugurthu vydali. Jugurtha byl pak dopraven do Říma a v roce 104 př. n. l. po Mariově triumfálním průvodu v římském vězení Tullianu zardoušen. Jeho říše byla rozdělena mezi Jugurthova nevlastního bratra Gaudu a krále Mauretánie Bokcha.